# Harras, der Polizeihund
Harras, der Polizeihund ist eine Fernsehserie des Deutschen Fernsehfunks, die 1966/67 mit Unterstützung der Deutschen Volkspolizei im Raum Halle entstand. Im Mittelpunkt der Handlung stehen Polizeihundeführer Kramer und sein Diensthund Harras. Von acht produzierten Episoden wurden lediglich drei ausgestrahlt; eine Episode gilt als verschollen. Die Erstausstrahlung fand am 3. September 1967 statt.

## Handlung
Im Mittelpunkt der Handlung stehen der Polizeihundeführer Hauptwachtmeister Kramer und sein Diensthund Harras, einem deutschen Schäferhund. In Zusammenarbeit mit der Kriminalpolizei, den VP-Bereitschaften, der Wasserschutzpolizei und dem Abschnittbevollmächtigten suchen Kramer und Harras nach vermissten Kindern oder klären Straftaten vom Einbruch bis zum Mord auf.

## Hintergrund
Die Serie wurde nach der Uraufführung nie wieder ausgestrahlt. 2016 veröffentlichte Studio Hamburg Enterprises eine DVD-Edition mit den sieben überlieferten Episoden.

## Episodenliste
| Folge | Originaltitel                 | Erstausstrahlung D | Bemerkung         |
| ----- | ----------------------------- | ------------------ | ----------------- |
| 1     | In letzter Minute             | 3. September 1967  |                   |
| 2     | Die falsche Fährte            | 10. September 1967 |                   |
| 3     | Der falsche Schlüssel         | nicht ausgestrahlt | heute verschollen |
| 4     | Gefährliche Spiele            | nicht ausgestrahlt |                   |
| 5     | Mord im Hafen                 | 23. April 2018     |                   |
| 6     | Spiel mit dem Leben           | nicht ausgestrahlt |                   |
| 7     | Die Party                     | nicht ausgestrahlt |                   |
| 8     | Die Spur führt zum Ermordeten | nicht ausgestrahlt |                   |